# Amy Jones
Amy Ellen Jones (* 13. Juni 1993 in Solihull, Vereinigtes Königreich) ist eine englische Cricketspielerin, die seit 2013 für die englische Nationalmannschaft spielt.

## Kindheit und Ausbildung
Jones spielte in der Kindheit zunächst Fußball in einem Jungenteam. Über Freunde kam sie zum Cricket und hatte dann mit 13 Jahren ein Probetraining für Warwickshire, das ihr dort Aufnahme verschaffte. Sie studierte an der Loughborough University.

## Aktive Karriere
Ihr Debüt in der Nationalmannschaft gab sie beim Women’s Cricket World Cup 2013 als sie bei der Niederlage gegen Sri Lanka als Ersatz für die Verletzte Sarah Taylor 41 Runs erzielte. Es sollte das einzige Spiel für sie bei dem Turnier bleiben. Ihr Debüt im WTwenty20-Cricket absolvierte sie bei der Tour gegen Pakistan im folgenden Sommer. Ihre erste WTwenty20-Weltmeisterschaft absolvierte sie beim ICC Women’s World Twenty20 2014, als sie drei Spiele absolvierte. In der Folge absolvierte sie nur wenige Spiele im Nationalteam und hatte im Jahr 2017 gar keinen Einsatz. Ihre nächste Chance bekam sie als Sarah Taylor geschont werden sollte für die Tour in Indien. Dort konnte im dritten WODI ein Half-Century über 94 Runs erreichen. Von da an war sie regelmäßig im Team. Im Sommer folgte eine Tour gegen Neuseeland bei der ihr zwei Fifties gelangen (63 und 78 Runs).
Beim ICC Women’s World Twenty20 2018 konnte sie im Halbfinale gegen Indien ein Half-Century über 53* Runs erreichen und wurde beim Sieg als Spielerin des Spiels ausgezeichnet. Im März 2019 bei der Tour in Sri Lanka konnte sie neben drei Half-Centuries (79, 54 und 76 Runs) in der WODI-Serie ein weiteres in der WTwenty20-Serie (57 Runs). Der Sommer 2019 begann mit zwei Half-Centuries (91 und 80 Runs) gegen die West Indies. Dieser Tour folgten die Ashes gegen Australien, gegen die sie ihr Debüt im WTest-Cricket absolvierte und ein Half-Century über 64 Runs erzielte.
Im Dezember 2019 konnte sie zwei Half-Centuries in der WTwenty20-Serie gegen Pakistan erreichen und wurde dafür als Spielerin der Serie ausgezeichnet. Sie war Teil der englischen Mannschaft für den ICC Women’s T20 World Cup 2020, jedoch konnte sie nicht herausstechen. Im September 2020 erzielte sie im vierten WTwenty20 ein Fifty über 55 Runs. Im folgenden Jahr war sie weniger erfolgreich und konnte erst wieder bei der Tour gegen Neuseeland September 2021 im fünften WODI 60 Runs erreichen.